# Лафаж-сюр-Сомбр
Лафа́ж-сюр-Сомбр (фр. Lafage-sur-Sombre, окс. La Faja) — коммуна во Франции, находится в регионе Лимузен. Департамент — Коррез. Входит в состав кантона Лапло. Округ коммуны — Тюль.
Код INSEE коммуны — 19097.
Коммуна расположена приблизительно в 400 км к югу от Парижа, в 90 км юго-восточнее Лиможа, в 25 км к востоку от Тюля.

## Население
Население коммуны на 2008 год составляло 119 человек.
| 1962 | 1968 | 1975 | 1982 | 1990 | 1999 | 2008 |
| ---- | ---- | ---- | ---- | ---- | ---- | ---- |
| 139  | 207  | 158  | 162  | 159  | 116  | 119  |

## Администрация
| Период | Период | Фамилия           | Партия                    | Примечания |
| ------ | ------ | ----------------- | ------------------------- | ---------- |
| 2001   | 2008   | Бертран Шассаньяр | Союз за народное движение |            |
| 2008   |        | Поль Бюссон       | Социалистическая партия   |            |

## Экономика
В 2007 году среди 71 человека в трудоспособном возрасте (15-64 лет) 44 были экономически активными, 27 — неактивными (показатель активности — 62,0 %, в 1999 году было 74,6 %). Из 44 активных работали 41 человек (21 мужчина и 20 женщин), безработных было 3 (2 мужчин и 1 женщина). Среди 27 неактивных 4 человека были учениками или студентами, 15 — пенсионерами, 8 были неактивными по другим причинам.

## Фотогалерея
- Резервуар для сбора воды
- Вокзал